# Conopophaga lineata
Conopophaga lineata е вид птица от семейство Conopophagidae.

## Разпространение
Видът е разпространен в Аржентина, Бразилия, Парагвай и Уругвай.